# Kadosactis spitsbergensis
Kadosactis spitsbergensis is een zeeanemonensoort uit de familie Kadosactidae.
Kadosactis spitsbergensis is voor het eerst wetenschappelijk beschreven door Danielssen in 1890.